# Stefan Papée
Stefan Papée (ur. 10 kwietnia 1897 w Krakowie, zm. 23 kwietnia 1981 tamże) – polski dziennikarz i krytyk teatralny oraz pedagog.

## Życiorys
Uczęszczał do klasycznego gimnazjum w Krakowie. Maturę zdał w 1915. Początkowo zamierzał zostać aktorem teatralnym, w związku z czym uczęszczał do krakowskiej szkoły teatralnej prowadzonej przez Kazimierza Gabryelskiego. Naukę przerwał po krytyce jego gry przez Ludwika Solskiego (Papée miał być według niego zbyt impulsywny i „uczuciowy” na dobrego aktora). Podjął studia polonistyczne na Uniwersytecie Jagiellońskim, nie tracąc jednak zainteresowania teatrem, czego wyrazem były recenzje pisane w czasopismach „Na przełomie” i „Czas”. W 1919 uzyskał stopień doktora nauk filozofii na podstawie pracy Komizm i humor w twórczości Henryka Sienkiewicza. Po rocznej pracy w Radomsku jako nauczyciel polonista, w 1920 przeniósł się do Poznania, gdzie do 1922 był lektorem języka polskiego na Uniwersytecie Poznańskim oraz organizował szkolne przedstawienia gimnazjalne. Podczas Powszechnej Wystawy Krajowej w 1929 kierował szkolnymi przedstawieniami teatralnymi z całej Polski. W 1921 zaczął publikować recenzje na łamach poznańskiego pisma „Teatr i Kino” (wydawcą był Marian Bogusławski).
Po II wojnie światowej, w kwietniu 1945 wrócił do Krakowa i wykładał tu najpierw w liceum pedagogicznym, a potem w Państwowej Wyższej Szkole Pedagogicznej. Ogłaszał artykuły i recenzje w „Dzienniku Polskim” (1946–1949), „Odrodzeniu” (1946–1947), „Dzienniku Literackim” (1947–1950), „Życiu Szkoły” (1948–1955). W latach 1949–1951 kierował Wojewódzkim Ośrodkiem Dydaktyczno-Naukowym Języka Polskiego w Krakowie. W 1954 wykładał w Studium Nauczycielskim, a w 1956 prowadził zajęcia z historii teatru i dramatu w PWST. W latach 1956–1965 publikował w „Teatrze”, a w 1958–1968 w „Teatrze Ludowym”.
Pochowany na cmentarzu Rakowickim w Krakowie (kwatera LXV-6-42).

## Ordery i odznaczenia
- Krzyż Kawalerski Orderu Odrodzenia Polski (1957)[3]
- Złoty Krzyż Zasługi (9 listopada 1931)[4]
- Srebrny Wawrzyn Akademicki (5 listopada 1935)[5]
- Złota Odznaka Klubu Miłośników Teatru przy Krakowskim Domu Kultury (1968)